# Timo Werner
Timo Werner (* 6. března 1996 Stuttgart) je německý profesionální fotbalista, který hraje na pozici útočníka či křídelníka za německý klub RB Leipzig a za německý národní tým.

## Klubová kariéra

### RB Leipzig
Mezi lety 2016 až 2020 za Lipsko vstřelil 90 branek a před odchodem byl druhým nejlepším bundesligovým střelcem (28).

### Chelsea
Wernerův transfer do Chelsea byl zpečetěn dne 18. června 2020, útočník měl přestoupit po skončení bundesligové sezóny prodloužené kvůli pandemii covidu-19. Smlouvu s Chelsea měl podepsanou na pět let. Londýnský klub tomu německému zaplatil částku 45 milionů liber.
Werner debutoval 14. září 2020 proti Brightonu, Chelsea tento venkovní ligový zápas vyhrála 3:1.
Premiérovou trefu zaznamenal 29. září ve čtvrtém kole Ligového poháru (EFL Cup) s Tottenhamem, kdy v 19. minutě otevřel skóre. Soupeř však zásluhou Lamely vyrovnal a v penaltovém rozstřelu uspěl 5:4.
Werner na Stamford Bridge nenaplnil vysoká očekávání. Za londýnský celek během nastoupil do 89 soutěžních duelů, v nichž vstřelil 23 gólů a dalších 21 spoluhráčům připravil.

### Návrat do RB Leipzig
9. srpna 2022 byl oznámen jeho odchod zpět do RB Leipzig, kde podepsal kontrakt do roku 2026. Obě strany se domluvily na trvalém přestupu, Blues mohou celkem i s bonusy obdržet 30 milionů eur.

### Tottenham Hotspur FC
Dne 6. ledna 2024 odešel na půlroční hostování do tohoto londýnského týmu. Dne 21. května 2025 se Werner stal vítězem Evropské ligy UEFA 2024/2025 byť zasáhl pouze do 5 utkání skupinové fáze.

## Reprezentační kariéra
Timo Werner byl členem německých mládežnických reprezentací U15, U16, U17 a U19. 

3. září 2015 debutoval v německé reprezentaci U21 v přátelském utkání proti Dánsku (výhra 2:1, vstřelil vyrovnávající gól, šlo o první zápas německé jedenadvacítky po Mistrovství Evropy hráčů do 21 let 2015 v České republice).
Na Mistrovství světa 2018 v Rusku byl ve všech třech zápasech v základní sestavě Německa.

## Úspěchy

### Klubové

#### RB Lipsko
- 1× DFB-Pokal (2022/23)
- 1× DFL-Supercup (2023)

#### Chelsea
- 1× Liga mistrů UEFA (2020/21)
- 1× Superpohár UEFA (2021)
- 1× Mistrovství světa ve fotbale klubů (2021)

#### Tottenham Hotspur
- 1× Evropská liga UEFA (2024/25)

### Mezinárodní
- 1× Konfederační pohár FIFA (2017)

### Individuální
- Medaile Fritze Waltera v kategorii U19 – 2015 (stříbrná medaile)[9]
- Sestava sezóny Evropské ligy UEFA – 2017/18[10]
- Tým sezóny Bundesligy podle kickeru – 2019/20[11]